# Чунуей
Чунуей (на китайски: 淳維; на пинин: Chúnwéi) е легендарен владетел, който според ранните китайски летописи е родоначалник на народа хунну.
Според живелия през 2 век пр.н.е. историк Сима Циен, Чунуей е син на Дзие, последния владетел на полулегендарната китайска династия Ся. След нейната смяна с династията Шан през 17 век пр.н.е. Чунуей заминал на север и поставил началото на хунну. Сведенията за този период са крайно несигурни, тъй като първите писмени хроники са съставени повече от хилядолетие по-късно. Още през 2 век китайски учени отбелязват, че Чунуей, хунну, суню и хуню са просто различни изписвания на един и същи етноним.